# Đỗ Thị Minh Hạnh
Đỗ Thị Minh Hạnh (sinh ngày 13 tháng 03 năm 1985 ở Di Linh, Lâm Đồng) nguyên là sinh viên Cao đẳng Kinh tế, từng tham gia các phong trào công nhân biểu tình và đình công để đòi tăng lương và bảo đảm an toàn lao động. Cô bị bắt vào tháng 2 năm 2010 vì rải truyền đơn kêu gọi công nhân một công ty giày da ở Trà Vinh đình công, và ngày 27 tháng 10 năm 2010 bị kết án 7 năm tù giam, nhưng đã được trả tự do vào ngày 26 tháng 6 năm 2014.

## Tiểu sử
Hạnh sinh trưởng trong một gia đình mà ông nội là lão thành cách mạng, làm việc cho cộng sản qua hai thời kỳ trước và sau 1975, bà nội là liệt sĩ thời kỳ kháng chiến chống Pháp. Trước năm 1975, ba của Minh Hạnh (biệt động quân) đã từng bị Cộng sản bỏ tù gần 2 năm, sau này cha là thành phần trung nông, còn mẹ đã từng là cán bộ xây dựng nông thôn của Việt Nam Cộng hòa trước 1975 tại Nha Trang, sau này trở thành cán bộ hội chữ thập đỏ của địa phương. Chính vì thành tích ông bà nội của Minh Hạnh mà nhà nước xem gia đình Minh Hạnh là gia đình có công với cách mạng, chứ cha mẹ cô không phải là đảng viên đảng cộng sản. Sau khi tốt nghiệp phổ thông, Minh Hạnh vào Sài Gòn học trường Cao đẳng Kinh Tế thành phố Hồ Chí Minh.

## Hoạt động
Minh Hạnh bắt đầu tham gia hoạt động xã hội vào những năm 2003, ban đầu chỉ là giup đỡ nhũng người cùng khổ., lang thang kiếm sống. Sau đó,Hạnh tìm hiểu thực trạng xã hội qua mạng intenet. Vào năm 2004 Hạnh tự mình in ấn các tờ rơi và phát tán kêu gọi mọi người trong nước cùng đứng lên chống lại sự bành trướng của Trung quốc đang lấn hiếm biển đảo quê hương. Đầu năm 2005 Hạnh làm cuộc hành trình từ nam, ra bắc tìm kiếm nhũng người quan tâm đến vận mệnh đất nước và bất đồng chính kiến với nhà nước cộng sản Việt Nam liên kết cùng họ tranh đấu và bị nhà nước cộng sản Việt Nam bắc giam, tra khảo thẩm vấn tại Bộ công an Hà Nội. Vì không có chứng cứ buộc tội, sau nhiều ngày bị thẩm vấn và cô được gja đình bảo lãnh nên sau đó cô được trả tự do.
Về với gia đình tại Di Linh - Lâm Đồng, sau 3 tháng bị gia đình quản thúc cô vào lại Sài Gòn và tiếp tục hoạt động bí mật.Tháng 3 năm 2009, Hạnh đã hỗ trợ cho ̣̣đồng bào Tây Nguyên biểu tình.
Tháng 4 năm 2009, Hạnh cùng hai người bạn đến vùng khai thác bô xít nhân cơ chụp hình và viết bài đăng lên mạng internet
Ngày 26 tháng 10 năm 2010, Đỗ Thị Minh Hạnh bị xử 7 năm tù giam với tội danh "phá rối an ninh trật tự nhằm chống lại chính quyền nhân dân" theo điều 89 Bộ luật Hình sự, còn 2 bạn khác Nguyễn Hoàng Quốc Hùng bị 9 năm tù, Đoàn Huy Chương 7 năm tù. Cả ba bị kết án vì đã rải truyền đơn kêu gọi công nhân biểu tình, đình công. Từ sự kêu gọi của họ, khoảng 10 ngàn công nhân ở 2 chi nhánh của công ty Mỹ Phong ở Trà Vinh đình công trong nhiều ngày với lý do được báo trong nước mô tả là "Việc xét khen thưởng không công bằng trong tính toán tiền lương, tiền thưởng, nhiều công nhân khi ký hợp đồng lao động không biết được nội dung bản hợp đồng."  Cả ba là thành viên Phong Trào Lao Động Việt, được thành lập vào cuối năm 2008 với mục tiêu giúp người lao động Việt Nam đấu tranh cho quyền lợi chính đáng của họ.
Bình luận về vụ này, HRW nói trong một thông cáo năm 2011: "Tất cả những gì mà Nguyễn Hoàng Quốc Hùng, Đỗ Thị Minh Hạnh và Đoàn Huy Chương làm chỉ là khẳng định quyền của công nhân Việt Nam trong việc được tổ chức, nhóm họp và bãi công một cách ôn hòa để đòi tăng lương và cải thiện điều kiện làm việc." 
Ngày 12 tháng 12 năm 2011, Mạng lưới Nhân quyền Việt Nam có trụ sở tại bang California, Hoa Kỳ đã trao tặng giải Nhân quyền Việt Nam 2011, được tổ chức tại Úc, cho Tiến sĩ Cù Huy Hà Vũ và cô Đỗ Thị Minh Hạnh..
Vào đầu tháng 7 năm 2013, qua một cuộc trao đổi với Ngoại trưởng Việt Nam Phạm Bình Minh tại hội nghị Asean ở Brunei, ngoại trưởng Úc Bob Carr yêu cầu trả tự do cho Nguyễn Hoàng Quốc Hùng, Đỗ Thị Minh Hạnh và Đoàn Huy Chương: "Chúng tôi đặt nặng tầm quan trọng cho việc bảo vệ quyền tự do lập hội và tự do thành lập công đoàn.", "Tôi đã yêu cầu Việt Nam thả những người này."

## Số phận
Đỗ Thị Minh Hạnh được các tổ chức và các chính phủ Tây phương vận động trả tự do sớm trước hạn tù cuối Tháng Sáu, 2014. Gần đây (mốc tháng 2 năm 2019), cô Hạnh thông báo xin đi tu để trở thành một nữ tu Công giáo, giúp đỡ cho trẻ em mồ côi, bất hạnh. Đoàn Huy Chương sau khi mãn án tù hồi Tháng Hai 2017, nay đang lẩn tránh ở nước ngoài chờ xin Cao ủy Tị Nạn giúp đỡ cho đi định cư ở nước thứ ba. Nguyễn Hoàng Quốc Hùng vừa mãn án tù 9 năm.